# Трявна (община)

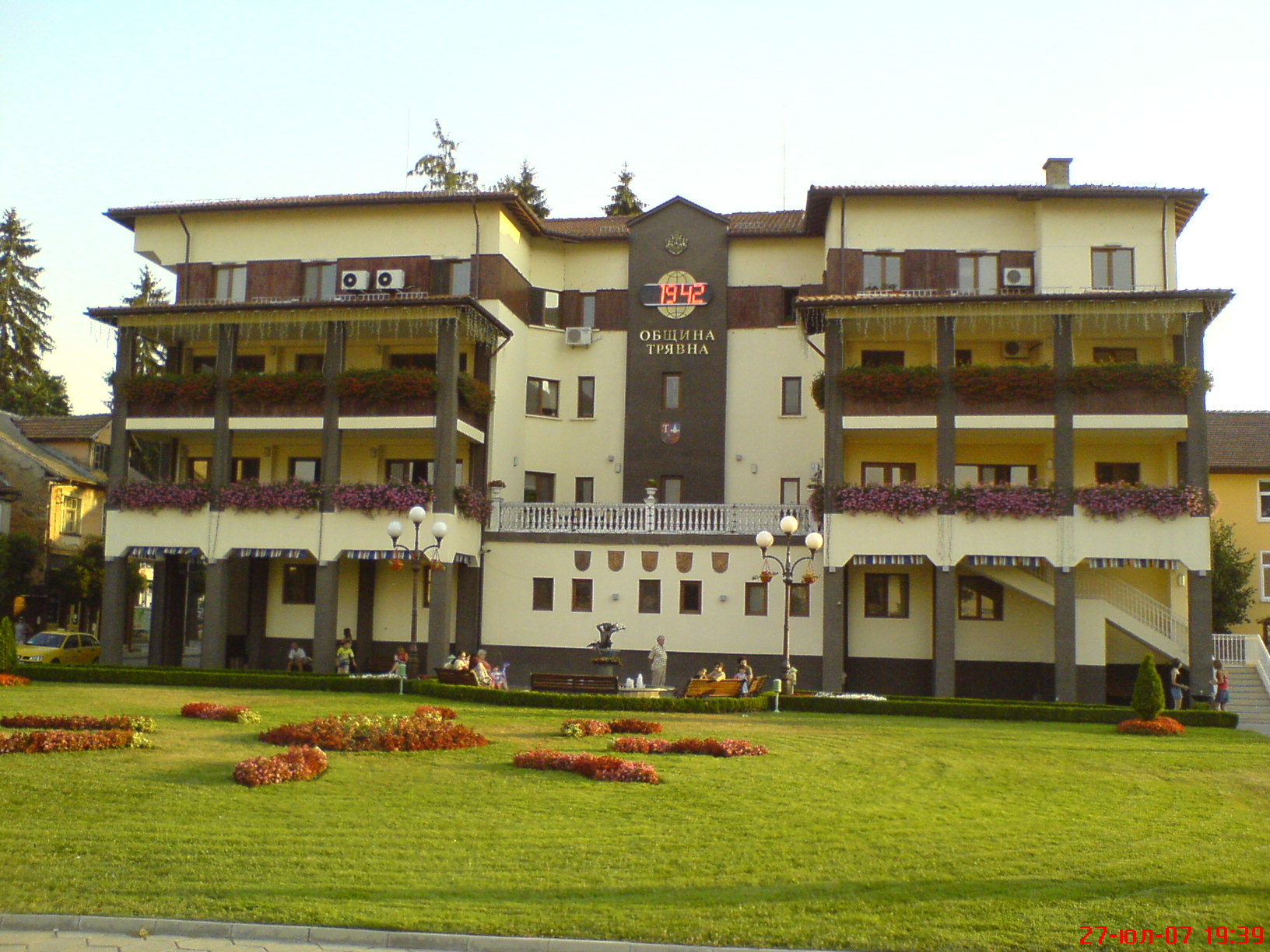
Здание администрации общины в городе Трявна

Трявна (болг. Община Трявна) — община в Болгарии. Входит в состав Габровской области.
Население составляет 13 973 человека (на 15.03.2007), из них 13 493 человека городское население. Административный центр — город Трявна.

## Состав общины
В состав общины входят следующие населённые пункты:
| - Азманите - Армянковци - Бангейци - Бахреци - Белица - Бижовци - Брежниците - Бырдени - Веленци - Велково - Велчовци - Генчовци - Глутниците - Горни-Дамяновци - Горни-Радковци - Даевци - Димиевци - Добревци - Долни-Радковци - Дончовци - Драгневци - Драндарите - Дырвари - Дыскарите - Енчовци - Зеленика - Йововци - Кашенци - Керените - Киселковци - Кисийците - Коевци - Койчовци - Колю-Ганев - Конарското - Креслювци - Крыстец - Малки-Станчовци - Малчовци - Маневци | - Матешовци - Милевци - Мрызеци - Неновци - Никачковци - Николаево - Ножерите - Носеите - Околиите - Ошаните - Павлевци - Планинци - Плачковци - Побык - Попгергевци - Престой - Радевци - Радино - Раевци - Райнушковци - Ралевци - Рачовци - Рашовите - Руевци - Свирци - Сечен-Камык - Скорците - Стайновци - Станчов-Хан - Стражата - Стрымци - Томчевци - Трявна - Фыревци - Фыртуни - Христовци - Чакалите - Черноврых - Ябылковци - Явор |